# 112-я стрелковая дивизия (1-го формирования)
112-я стрелковая дивизия (1-го формирования) (112 сд) — формирование Красной Армии Вооружённых Сил СССР, принимавшее участие в Великой Отечественной войне.
Период вхождения в состав Действующей армии: с 27 июня по 10 октября 1941 года (в период с 1 по 28 сентября именовалась 112-й мотострелковой дивизией).

## История формирования
112-я стрелковая дивизия формировалась в период с июля по ноябрь 1939 года в Уральском военном округе со штабом в городе Пермь на базе территориальных частей 82-й стрелковой дивизии, оставшихся после убытия последней в Монголию.
Дивизия начала развертываться с 210-го стрелкового полка, дислоцировавшегося в городе Свердловск, но вскоре следует его перемещение в город Пермь. Передислокация развёртываемой 112-й стрелковой дивизии в город Пермь была вызвана наличием там для военных кадров (с учётом их увеличения на период отмобилизования) жилищного фонда, освободившегося в связи с переброской 72-го стрелкового полка в другой округ. Приписной состав 210-го стрелкового полка, расположенный в южных районах Свердловской и Пермской областей, сохранялся за 112-й стрелковой дивизией, что потребовало изменения внутриокружного плана перевозок и удлинения сроков отмобилизования на двое суток. В дальнейшем предполагалось производить укомплектование дивизии бойцами полностью из призывников Пермской области.
112-я стрелковая дивизия формировалась в составе пяти полков: трёх стрелковых и двух артиллерийских. Штаб дивизии, 385-й стрелковый полк, 449-й гаубичный артиллерийский полк (ГАП), 436-й лёгкий артиллерийский полк (ЛАП) и все отдельные спецподразделения располагались в городе Пермь. 416-й стрелковый полк размещался в городе Кунгур, 524-й стрелковый полк — в городе Березники.
385-й стрелковый полк (командир — полковник Садов Александр Иванович) был смешанного состава и формировался из призывников Перми, а также других районов области.
416-й стрелковый полк (командир — майор Буданов Александр Антонович) формировался в основном из призывников уроженцев Кунгурского района Пермской области.
524-й стрелковый полк (командир — подполковник Апакидзе Валентин Андреевич) формировался в основном из призывников уроженцев города Березники Пермской области.
449-й гаубичный артиллерийский полк (командир — майор Збаразский Иван Гаврилович) имел трёхдивизионный состав и был вооружён 122-мм и 152-мм гаубицами. 449-й ГАП предстояло создать вновь: сформировать батареи и дивизионы, личному составу получить технику, принять пополнение из призывников, подготовить молодых красноармейцев по всем необходимым специальностям.
436-й лёгкий артиллерийский полк (командир — майор Медведев Сергей Афанасьевич) имел два дивизиона 76-мм орудий новейших систем.
В дивизию также был включён 156-й отдельный истребительно-противотанковый дивизион трёх батарейного состава, что являлось в то время новшеством. Стрелковые полки имели батальонную и полковую артиллерии.
Начальником артиллерии дивизии был назначен полковник Лев Михаил Яковлевич.
К ноябрьским праздникам 1939 года формирование 112-й стрелковой дивизии в соответствии с утвержденной на то время штатной численностью стрелковых дивизий РККА завершилось.

## Участие в боевых действиях
Ввиду ухудшившейся для СССР общей обстановки были предприняты меры, в частности, по приведению в боеготовое состояние дивизий Уральского военного округа и повышению их способности к быстрой передислокации. Так, весной 1941 года командование 112-й стрелковой дивизии провело учения по погрузке в железнодорожные составы и выгрузке из них. На погрузку стрелкового полка с приданными ему артиллерией и упряжками лошадей отводилось сорок минут, для артиллерийских полков — сорок пять минут.
В мае 1941 года в полки и штаб дивизии из городов и районов Пермской области начал прибывать командный состав запаса для трёхмесячной переподготовки. Прибывающие командиры предназначались для доукомплектования частей до штатов военного времени. В конце мая, когда подразделения дивизии находились в летних лагерях, туда для прохождения учебных сборов из запаса было призвано большое количество бойцов, тем самым, численность дивизии была доведена до штатов военного времени.

### В составе 22-й армии
В июне 1941 года 112-я стрелковая дивизия включена в 51-й стрелковый корпус, который вошёл в состав 22-й армии, сформированной на базе управления и частей Уральского военного округа. В середине июня в соответствии с Директивой (от 12.06.1941) Наркома обороны СССР и начальника Генерального штаба Красной Армии началась передислокация частей 22-й армии в Западный Особый военный округ.
Среди первых передислоцируемых частей армии находились, в частности, некоторые подразделения 112-й стрелковой дивизии. Так, 13 июня первый батальон 385-го стрелкового полка, 196-й отдельный разведбат, первый дивизион 436-го лёгкого артиллерийского полка, санчасть 385-го стрелкового полка были подняты по тревоге, и к четырём часам утра заняли вагоны первого эшелона перемещаемой армии. В семь часов утра эшелон миновал станцию Пермь-Сортировочная. На рассвете 17 июня первый эшелон с частями дивизии прибыл на железнодорожную станцию Дретунь, расположенную северо-восточнее города Полоцк в Белоруссии.
Части дивизии прибывали на станцию Дретунь в период с 17 по 22 июня 1941 года.

### Оборона Краславы
Вечером 23 июня 1941 года (врио) командир 112-й стрелковой дивизии комбриг Адамсон Я. С. получает от командира 51-го стрелкового корпуса генерал-майора Маркова А. М. приказ о занятии дивизией обороны на рубеже города Креславля (Краславы) и далее — по правому берегу реки Западная Двина до станции Бигосово, расположенной западнее города Дрисса (Верхнедвинск), с задачей не допустить форсирования реки противником. Следует Боевой приказ № 2 от 25.06.41 г. комбрига Адамсона Я. С. о выдвижении дивизии на рубеж обороны Краслава—Бигосово.
Расстояние от места дислокации дивизии до рубежа обороны составляло более 150 километров. Автотехники хватало только для перемещения отряда дивизии ограниченной численности. Остальные части должны были совершить марш пешим ходом с полным обмундированием.
Для быстрейшего достижения дивизией заданного рубежа обороны на правом фланге (рубеж западнее города Краслава — самый удалённый) комбриг Адамсон Я. С. принимает решение создать сводный передовой отряд под командованием капитана Зороастрова П. В. численностью 2500 человек, который должен был выдвинуться на этот рубеж и удерживать его до подхода главных сил. В состав передового отряда были включены 196-й отдельный разведывательный батальон, 156-й отдельный истребительно-противотанковый дивизион и две усиленные стрелковые роты 416-го стрелкового полка.
Первые бои передовых частей дивизии
25 июня передовой отряд дивизии на бронемашинах и другой автотехнике выступает на марш и к десяти часам вечера достигает окраины города Краслава. Таким образом, 25 июня к вечеру передовой отряд дивизии сумел занять оборону западнее Краславы.
Утром 26 июня 1941 года 112-я стрелковая дивизия своим передовым отрядом вступает в бой под Краславой, преградив путь разведдозорам и авангарду немецких частей. Отряд отразил первые атаки немецких разведывательных подразделений 56-го моторизованного корпуса. Противник проводил разведку боем и в последующие дни вплоть до подхода основных сил дивизии.
27 июня временно исполнявший обязанности комдива комбриг Адамсон Я. С. передаёт командование дивизией полковнику Копяку И. А. Полковник Копяк И. А. отдаёт Боевой приказ № 3 от 28.06.1941 г. о рубеже обороны дивизии и её задачах.

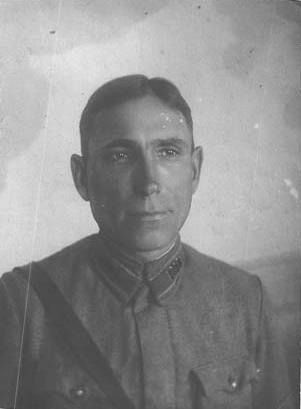
Командир 112-й стрелковой дивизии
полковник Копяк Иван Андреевич

В четырнадцать часов 30 июня авангард 112-й стрелковой дивизии выходит на рубеж обороны, а к вечеру подходят остальные подразделения дивизии.
Против дивизии «Мёртвая голова»
1 июля и 2 июля 1941 года Краславу атакует немецкая моторизованная дивизия СС «Мёртвая голова», приданная 56-му моторизованному корпусу (до этого находилась в резерве 4-й танковой группы). 112-я стрелковая дивизия своим правым флангом, на котором стоит 416-й стрелковый полк, ведёт ожесточённые оборонительные бои.
К вечеру 2 июля противник врывается в Краславу и занимает её западную часть. Поздно вечером 2 июля, после ещё нескольких контратак полка, не изменивших общее положение, был отдан приказ оставить город и отойти на временный рубеж обороны, ввиду ухудшившейся обстановки — появления реальной угрозы окружения противником подразделений дивизии справа. Дивизия своим правым флангом сосредоточилась восточнее Краславы на временном рубеже обороны.
3 июля силами 416-го стрелкового полка с приданной ему артиллерией дивизия проводит контратаки. В эти дни Краслава трижды переходит из рук в руки.
Бои с превосходящими новыми силами вермахта
Вечером 3 июля немецкое командование вводит в бой уже другую — 121-ю пехотную дивизию 2-го армейского корпуса 16-й армии Группы армий «Север». Тогда же при контратаке бойцов 112-й дивизии (непосредственно бои за город вёл 416-й стрелковый полк) на выдвинувшийся немецкий батальон 407-го пехотного полка, куда с инспекцией приехали штабные офицеры немецкой 121-й пехотной дивизии, погибает её командир, сподвижник Гитлера, генерал-майор Отто Лансель. Это был первый убитый к тому времени немецкий генерал, на момент смерти находившийся в этом высшем чине, на всем советско-германском фронте.
Под нажимом превосходящих сил противника 112-я стрелковая дивизия своим правым флангом к исходу суток 3 июля отходит на восток от Краславы на 10-15 километров. В лесу под Краславой хоронят большое число павших бойцов дивизии.

### Оборона дивизии с задачей не допустить обхода противником Полоцкого укрепрайона с севера
Тем временем общая оперативная обстановка для дивизии на флангах резко ухудшилась — справа начал отход 21-й механизированный корпус Северо-Западного фронта, а юго-восточнее левого фланга немецкие передовые части захватили плацдарм на правом берегу реки Западная Двина в районе города Дисна. В соответствии с новой обстановкой командир 51-го стрелкового корпуса Марков А. М. Боевым приказом № 5 от 3.07.1941 г. предписывает комдиву 112-й стрелковой дивизии отойти на рубеж реки Сарьянка. Этим же приказом он подчиняет дивизии 308-й стрелковый полк 98-й стрелковой дивизии, который занимал оборону вдоль северного берега реки Западная Двина от Пиедруи до устья реки Сарьянка. Штабу дивизии назначается размещаться в Кохановичах.
Оборонительный рубеж на реке Сарьянка
Утром 5 июля 112-я стрелковая дивизия занимает оборону на рубеже река Сарьянка от оз. Освейское до реки Западная Двина (пос. Устье). И на следующий день атакуется в районе Западной Двины частями передового отряда немецкой 32-й пехотной дивизии, которая накануне стала занимать плацдарм на правом берегу Западной Двины в селе Пиедруя.
С 6 по 9 июля 112-я стрелковая дивизия ведёт упорные оборонительные бои на рубеже по реке Сарьянка. В соответствии с Боевым приказом № 9 от 9.07.1941 г. комдива Копяка И. А. рубеж обороны включал также участок от устья реки Сарьянка и выше по правому берегу реки Западная Двина до местечка Булавки (северо-западнее города Дисна). 
Кроме обороны на этом рубеже, ещё 4 июля Копяку И. А. от командира 51-го стрелкового корпуса Маркова А. М. поступает Боевое распоряжение форсированным маршем вывести, приданный ему, 308-й стрелковый полк в район Дрисса и один его батальон далее на Волынцы (севернее города Дисна). Одновременно предписывалось частью сил дивизии (один полк), совершив форсированный марш, прикрыть рубеж Волынцы — Борковичи (район севернее города Дисна). Поставлена задача совместно с частями 98-й стрелковой дивизии нанести удар с севера по захваченному немецкими передовыми частями плацдарму на правом берегу реки Западная Двина в районе города Дисна и уничтожить переправившегося противника. Соответственно на выполнение данной задачи было отвлечено часть сил дивизии — 385-й стрелковый полк полковника Садова А. И. Основные подразделения дивизии необходимо было отвести на рубеж по реке Сарьянка и не допустить обхода противником Полоцкого укрепрайона (УРа) с севера.
7 июля немецкие части вошли в боевое соприкосновение по всей линии обороны дивизии. У устья реки Сарьянка части немецкой 32-й пехотной дивизии предприняли попытку переправиться на северный берег реки Западная Двина в тыл обороны дивизии, но были остановлены огнём 449-го гаубичного артполка и контратакой усиленных подразделений 524-го и 308-го полков, которые в этом районе в течение дня сосредоточил комдив Копяк И. А. Также были отражены атаки противника и на правом фланге обороны дивизии, где располагался 416-й стрелковый полк майора Буданова А. А.
Тяжёлые бои на Сарьянке
8 июля противник после сильной бомбардировки авиацией оборонительных позиций нанёс основной удар по правому флангу 112-й стрелковой дивизии — по обороне 416-го стрелкового полка, рубеж обороны которого проходил западнее и юго-западнее оз. Освейское. Командование же дивизии ожидало главный удар вдоль берега Западной Двины (район устья реки Сарьянка). 
Наиболее тяжёлое положение сложилось на участке 3-го батальона. Противнику удалось вклиниться в его оборону и охватить батальон справа. Тем самым создавалась угроза прорыва немецких частей в тыл дивизии.
На угрожаемый участок срочно отправились комдив Копяк И. А. и начальник артиллерии дивизии полковник Лев М. Я. По распоряжению Копяка И. А. в контратаку были направлены два батальона 524-го полка. В атакующие порядки среди бойцов бросились и сам командир полка подполковник Апакидзе В. А., и комиссар полка Козак. Огневое прикрытие атакующих обеспечивали батареи гаубичного артиллерийского полка.
Противник в свою очередь открыл по контрнаступающим шквальный огонь из артиллерии и миномётов. Осколком разорвавшейся мины подполковник Апакидзе В. А. был ранен и отправлен в медсанбат. Командование полком принял на себя старший лейтенант Степанов Н. Ф.
Наступление немцев было остановлено, но ценой больших потерь. 524-й стрелковый полк лишился четверти личного состава. Полностью была потеряна одна батарея 449-го гаубичного артполка. Кроме того, в результате прорыва противнику удалось образовать плацдарм на восточном берегу реки Сарьянка.
Правый фланг дивизии продолжал оставаться наиболее угрожаемым направлением атак противника, и комдив Копяк И. А. подтянул сюда все свои резервы, включая сапёрный батальон.
В ночь с 8 июля на 9 июля немецкие части предприняли атаку уже против левого фланга 112-й стрелковой дивизии. Силами 524-го стрелкового полка атака была отражена.
К утру 9 июля немецкое командование подтягивает на плацдарм на восточном берегу реки Сарьянка 666-ю батарею самоходных штурмовых орудий и наносит удар в юго-восточном направлении.
Прорыв обороны дивизии превосходящими силами противника, угроза окружения
9 июля против растянутого вдоль реки Сарьянка, более чем на 30 км, оборонительного рубежа 112-й стрелковой дивизии единым фронтом выступили три немецкие дивизии под единым корпусным командованием (2-й армейский корпус: 12-я, 121-я и 32-я пехотные дивизии). Немецкие части были усилены танками и САУ. Таким образом, подтянув против 112-й стрелковой дивизии свежие части, противник создал трёх-, четырёхкратное превосходство в силах.
Немецким частям удаётся прорвать оборону 416-го стрелкового полка, самоходки противника выходят к позициям 1-го дивизиона 449-го гаубичного артполка, в результате все орудия дивизиона и большая часть их расчётов погибают в бою, погибает и командир дивизиона капитан Волков В.
Кроме того, на флангах 112-й стрелковой дивизии обстановка постоянно ухудшалась, правее начали отход войска Северо-Западного фронта, на левом (южном) фланге немецкие части, прорвавшиеся к городу Дисна и организовавшие в этом районе переправы через реку Западная Двина, стали расширять плацдарм, нанося удары по направлениям Волынцы, Борковичи, Боровуха. Появилась опасность окружения 112-й стрелковой дивизии.
Оборона дивизии на других рубежах севернее Полоцка
10 июля по приказу командования 51-го корпуса 112-я стрелковая дивизия с боем отходит за реку Сарьянка на рубеж оз. Тятно, Задежье, Волынцы. И в соответствии с Боевым приказом № 10 от 11.07.1941 г. комдива Копяка И. А. дивизия занимает рубеж обороны оз. Белое, оз. Лисно, Задежье, Микулино (рубеж по реке Свольня).
11 июля штаб Западного фронта отмечает, что 112-я стрелковая дивизия отходит, но не бежит. Отходит, потому что отступают соседи. Дивизия ведёт ожесточённые бои на своём правом фланге с прорывающимися на Юховичи, Клястицы танками, а на левом — сдерживает превосходящие силы противника в районе Волынцы.
14 июля Боевым приказом № 065 Главнокомандующий войсками Западного направления маршал Тимошенко С. К. приказывает выровнять фронт в центре отводом 112-й и 98-й стрелковых дивизий на рубеж Юховичи—Боровуха. Соответственно 112-я стрелковая дивизия отходит на рубеж обороны Юховичи—река Нища.

### Бои дивизии в окружении
Вечером 15 июля немецкая 19-я танковая дивизия фланговым прорывом с Дисненского плацдарма с юго-запада через Дретунь захватывает город Невель, и противник отрезает 112-ю стрелковую дивизию от баз снабжения, нарушая подвоз боеприпасов и продовольствия, а 18 июля — соединяется северо-западнее города с 12-й пехотной дивизией, продвигавшейся по направлению Себеж — Идрица — Пустошка и охватывавшей правый фланг 51-го стрелкового корпуса. Тем самым противнику удалось завершить полное окружение 112-й и 98-й стрелковых дивизий.
В конце дня 17 июля поступает приказ командующего 51-го стрелкового корпуса Маркова А. М. — двумя ночными переходами пробиваться в район оз. Боровно, Репище (это юго-восточнее Усть-Долыссы, северо-западнее Невеля) для последующего прорыва из окружения через Ленинградское шоссе.
В последующие дни дивизия последовательно отходит в направлении на Невель к рубежам по реке Уща и восточнее на 10 — 20 километров. Несмотря на общее тяжёлое положение, физическую усталость и измотанность, личный состав дивизии всякий раз стойко держит оборону на временных рубежах.
Последние бои 112-я стрелковая дивизия ведёт в окружении в районе деревни Репище западнее города Невель. В этом же районе оказались и другие части 51-го стрелкового корпуса. Это самые трагические дни для дивизии.
Попытки выйти из окружения общими силами корпуса
19 июля командование корпуса принимает решение прорываться из окружения в ночь с 20 на 21 июля в северо-восточном направлении на Бегуново, Новосокольники через Ленинградское шоссе, указанном ранее командованием 22-й армии для отхода.
В соответствии с этим решением в ночь с 19 на 20 июля комдив Копяк И. А. выдвигает подразделения к Ленинградскому шоссе (автодорога Невель — Опочка — Псков — Ленинград) в районе Репище для выполнения задачи по захвату господствующих высот в обеспечение планируемого прорыва.
Прикрывают прорывающиеся части корпуса с запада в районе деревни Турки-Перевоз два батальона 385-го стрелкового полка и 436-й артиллерийский полк дивизии.
416-й стрелковый полк и один батальон 385-го стрелкового полка совместно с частями 98-й стрелковой дивизии выдвигаются к шоссе для захвата высот. В острие атаки дивизии идёт 416-й стрелковый полк майора Буданова А. А. Но уничтожить с ходу сильную оборону противника, организованную вдоль шоссе, не получилось, и бои приняли затяжной характер.
Одному батальону 416-го стрелкового полка была поставлена задача атаковать противника в северо-западном направлении на деревню Жуково с целью оказать помощь левому флангу частей корпуса. Два других батальона 416-го стрелкового полка на своём пути встретили сильно укреплённый опорный пункт противника на высоте «202,4», с которой простреливалась вся местность и блокировалось всякое передвижение частей при выходе из окружения через шоссе. Первые атаки высоты не принесли результата.
В течение всего дня полк предпринимал атаки по захвату высоты — два раза захватывал и всякий раз вынужден был оставлять её. В дальнейшем все попытки взять высоту не увенчались успехом.
Здесь 416-й стрелковый полк понёс большие потери. Погиб и командир полка майор А. А. Буданов: будучи тяжело раненным и попав в руки фашистов, он был зверски убит. Однако полк в боях за господствующую высоту, расположенную перед Ленинградским шоссе, оттянул на себя значительные немецкие силы, чем облегчил выполнение поставленных задач для других подразделений корпуса.
В ночь с 20 на 21 июля подразделения дивизии совместно с другими частями корпуса предпринимают попытку прорыва линии обороны противника, организованной вдоль Ленинградского шоссе.
Сильно ослабленный 416-й стрелковый полк, усиленный полком 170-й стрелковой дивизии, должен был в своей полосе перехватить Ленинградское шоссе и организовать фронт в направлении на Усть-Долыссы.
Аналогичную задачу получил 308-й стрелковый полк, усиленный 155-м ГАП, 98-й сд, которые должны были оседлать шоссе и перейти к обороне в сторону Невеля, обеспечивая прорывающиеся части с юго-востока. 524-й стрелковый полк, примыкая правым флангом к 416-му стрелковому полку, прикрывал расположение частей корпуса на широком фронте с северо-запада. 385-й стрелковый полк с 436-м артиллерийским полком продолжали сдерживать наступающего противника с западного направления со стороны Турки-Перевоз.
Атакующих сил не хватало, к тому же прорывающиеся части не были достаточно сконцентрированы — корпусом не было организовано общего пункта руководства прорывом в районе шоссе, что явилось одной из причин неудачи, и прорыв дивизий корпуса из окружения не удался. Противник за время боёв подтянул дополнительные силы, перекрыл все бреши, и начал усиленно теснить со стороны Невеля прорывающиеся части.
Затем в ночь на 22 июля комдив Копяк И. А. лично возглавляет атаку своих подразделений в указанном командованием корпуса северо-восточном направлении через Ленинградское шоссе из района Кузнецовского леса (у озера Кузнецово), где два полка дивизии (416-й и 524-й) прорываются из окружения к своим. Сил у полков в долгом удержании захваченной линии шоссе для выхода всех частей корпуса не хватало, противник же усилил контратаки, и полки вынуждены были оставить шоссе и отойти в северном направлении, тем самым, выйдя из окружения. В этом бою И. А. Копяк был ранен, и выйти из окружения ему не удалось, ночь пролежал на подходе к шоссе под перекрёстным огнём противника. Утром комдив вернулся в район сосредоточения в лесу, где приступил к организации следующей попытки прорыва оставшимися подразделениями.
Выход из окружения отдельными отрядами
22 июля командованием корпуса принимается решение на прорыв из окружения отдельными отрядами.
Комдив Копяк И. А., правильно оценив оперативную обстановку, ставит задачу на прорыв частей теперь уже в южном направлении на Погребище, Новохованск. В ночь на 24 июля остатки дивизии, организованные в отдельные отряды с назначенными командирами, начали подтягиваться и утром 25 июля сосредоточились в лесу у деревни Углы, где каждому отряду были поставлены свои задачи, указаны пути прорыва, сборные пункты, организована связь и т. д. И в дальнейшем, после прорыва, отряды форсированно следовали по своим маршрутам, обходя город Невель с юга на Езерище с поворотом на северо-восток на Кунья.
Комдив Копяк И. А., командуя своим отрядом, вышел из окружения в районе озера Двинье. В ходе продвижения в районе станции Новохованск отряд вступил в бой с противником, после чего была потеряна связь с остальными отрядами. Пробившийся к своим отряд под командованием комдива сохранил знамя дивизии и вывез много раненых.
Отряд под командованием заместителя командира дивизии по политической части полкового комиссара Беляева И. П. не смог пробиться к частям Красной Армии, стал действовать как партизанское формирование, и по численности вскоре превратился в партизанскую бригаду. Партизанская бригада под командованием Беляева И. П. действовала на территориях Смоленской и Псковской областей (район Велиж — Кунья — Усвяты) до октября 1941 года, когда было получено разрешение командования перейти линию фронта и соединиться с регулярными частями Красной Армии.

### Итог оборонительных боёв дивизии в первые месяцы войны
Таким образом, в итоге этих июньских—июльских боев 1941 года немецким частям потребовалось более трёх недель и значительное количество сил, чтобы оттеснить уральскую дивизию ценой больших для себя потерь примерно на
170 километров под Невель. А тогда каждый выигранный у противника день был для страны на «вес золота».
Так закончился героический и вместе с тем трагический путь в первые месяцы войны 112-й стрелковой дивизии 1-го формирования, укомплектованной бойцами ещё в предвоенные годы. Из окружения вышло менее 1/3 личного состава, из которых сформировали сводный 112-й стрелковый полк в составе 170-й стрелковой дивизии. При выходе из окружения было сохранено знамя дивизии, и 112-я стрелковая дивизия продолжала оставаться штатной единицей Действующей армии.

### История 112-й продолжается
В конце августа 1941 года на основе сводного полка была снова развернута 112-я (мото)стрелковая дивизия и включена в состав 16-й армии (2-го формирования) Западного фронта. Боевой путь 112-й стрелковой дивизии 1-го формирования продолжился. Дивизия ведёт оборонительные бои в районе Ярцево.
Со 2 октября 1941 года 112-я стрелковая дивизия участвует в Вяземской оборонительной операции, где фактически вся погибает в окружении под Вязьмой, ведя кровопролитные бои.
10 октября 1941 года 112-я стрелковая дивизия предназначается к расформированию.
Номер «112» стрелковой дивизии был сохранён и присвоен другой части, которая стала 112-й стрелковой дивизией 2-го формирования (Новосибирская область).

## Состав дивизии
| 112 сд                                                                                              | 112 мсд (с 1.09.41г. по 28.09.41г.)              |
| --------------------------------------------------------------------------------------------------- | ------------------------------------------------ |
| управление                                                                                          | управление                                       |
| 385-й стрелковый полк                                                                               | 385-й мотострелковый полк                        |
| 416-й стрелковый полк                                                                               | 416-й мотострелковый полк                        |
| 524-й стрелковый полк                                                                               | 524-й мотострелковый полк                        |
| 449-й гаубичный артиллерийский полк                                                                 | 449-й гаубичный артиллерийский полк              |
| 436-й артиллерийский полк                                                                           | 436-й артиллерийский полк                        |
| 156-й отдельный истребительно-противотанковый дивизион                                              |                                                  |
| 270-й отдельный зенитный артиллерийский дивизион                                                    | 270-й отдельный зенитный артиллерийский дивизион |
| 196-й отдельный разведывательный батальон                                                           | 196-й отдельный разведывательный батальон        |
| 159-й отдельный сапёрный батальон                                                                   | 159-й отдельный сапёрный батальон                |
| 272-й отдельный батальон связи                                                                      | 272-й отдельный батальон связи                   |
| 198-й отдельный медико-санитарный батальон (командир — Копп Александр Феликсович, военврач 2 ранга) | 198-й отдельный медико-санитарный батальон       |
| 225-я отдельная рота химзащиты                                                                      | 38-я автотранспортная рота                       |
| 33-й автотранспортный батальон                                                                      | 2 танковый батальон                              |
| 148-й полевой автохлебозавод                                                                        | 5 танковый батальон                              |
| 479-я полевая почтовая станция                                                                      | 74-я полевая почтовая станция                    |
| 226-я полевая касса Госбанка                                                                        |                                                  |

## Подчинение
| На дату    | Фронт            | Армия      | Корпус                 |
| ---------- | ---------------- | ---------- | ---------------------- |
| 22.06.1941 | Резерв Ставки ГК | 22-я армия | 51-й стрелковый корпус |
| 01.07.1941 | Резерв Ставки ГК | 22-я армия | 51-й стрелковый корпус |
| 10.07.1941 | Западный фронт   | 22-я армия | 51-й стрелковый корпус |
| 01.08.1941 | Западный фронт   | 22-я армия | 51-й стрелковый корпус |
| 01.09.1941 | Западный фронт   | 16-я армия | —                      |
| 01.10.1941 | Западный фронт   | 16-я армия | —                      |

## Командиры
| ФИО                                          | Звание    | Период                            |
| -------------------------------------------- | --------- | --------------------------------- |
| Ульянов Николай Алексеевич (1901—1941)       | полковник | август — сентября 1939            |
| Рубцов Фёдор Дмитриевич (1899—1941)          | полковник | 23 сентября 1939 — 27 января 1940 |
| Алексеев Василий Михайлович (1900—1944)      | полковник | 28 января 1940 — март 1940        |
| Адамсон Ян Симинович (Семёнович) (1892—1968) | комбриг   | март 1940 — 9 июня 1941           |
| Копяк Иван Андреевич (1897—1942)             | полковник | 10 июня 1941 — 31 августа 1941    |
| Гладков Александр Васильевич (1902—1969)     | полковник | 1 сентября 1941 — 10 октября 1941 |

## Книги, статьи
- Зороастров П.В. «Это было под Краславой». — г. Пермь, 1983 г.. Архивировано 24 мая 2014 года.
- Косач Н.А. "Сыны Урала". Воспоминания. 112 стрелковая дивизия (1 формирования).. — г. Пермь, 2012 г..
- Барминский В.В. "В рядах Кунгурского полка" // "Искра" : Кунгурская газета. — 1974-08-20, 1974-08-22, 1974-09-5.
- Барминский Л.В., Барминский В.В. "Судьба, опаленная войной". — Москва: Известия, 2019 г.
- Барминский Л.В., Барминский В.В. "Судьба, опаленная войной". — г.Москва: Издательство "Известия" Управления делами Президента Российской Федерации, 2019г. — ISBN 978-5-206-01019-0.
- Барминский Л.В., Барминский В.В. "Героизм и трагедия 112-й стрелковой дивизии" // "Исторический клуб". Документальные расследования, 2019 г.